# الحرب الآشورية البابلية عام 1235 ق.م.
كانت الحرب البابلية الآشورية عام 1235 قبل الميلاد نزاعًا عسكريًا وقع حوالي عام 1235 قبل الميلاد بين بابل بقيادة كشتيلياش الرابع وآشور بقيادة توكولتي نينورتا الأول. انتهت الحرب بانتصار الآشوريين.

## النزاع
وفقًا لملحمته التي تحمل اسمه، فإن توكولتي نينورتا الأول، ملك آشور، قد استفز إلى الحرب بسبب هجوم وقائي غادر على أرضه نفذه كشتيلياش، الذي خرق معاهدة سابقة بين أسلافهما أداد نيراري الأول كادشمان تورغو. لكن ربما كانت المشاكل تتخمر لبعض الوقت. لقد أشار توديليا الرابع، ملك الحيثيين، الذي كان يترنح بنفسه من الهزيمة على يد الآشوريين في معركة نايريا، إلى الملك البابلي على قدم المساواة، في معاهدته مع تابعه، شاوشغاموا ملك أمورو، ملمحًا إلى وجود تحالف أو تفاهم ضمني بينهما. تقرأ الرسالة كالتالي:
أيضا، كان كشتيلياش قد منح الأرض واللجوء المفترض إلى حوري، هارب من هانيغالبات التابع لآشور، الذي تم إحياء ذكراه على لوح أكابتاها. كما أعاد التأكيد على هبة أرض كبيرة على كودورو تم تقديمها لأوزوب زيو أو شيباك من قبل ملك كاسي، كوريغالزو الثاني (حوالي العام 1332 إلى 1308 قبل الميلاد) تقديرًا لخدمته في حرب سابقة ضد آشور.
قدم توكولتي نينورتا التماسًا للإله شامش قبل أن يبدأ هجومه المضاد. تم القبض على كشتيلياش، بمفرده من قبل توكولتي نينورتا وفقًا لروايته الذي قال: «دست بقدمي على رقبته كما لو كان موطئًا للقدمين» ثم قام بترحيله بشكل مخزي بالسلاسل إلى آشور. قام الآشوريون المنتصرون بهدم أسوار بابل، وذبحوا العديد من السكان، ونهبوا في طريقهم عبر المدينة إلى معبد إيساكيلا، حيث سرقوا تمثال مردوخ. ثم نصب توكولتي نينورتا نفسه «ملك كاردونياش وملك سومر وأكاد وملك سيبار وبابل وملك دلمون وملوحة». تتضمن نصوص من عصر الإمبراطورية الآشورية الوسطى، تم استردادها في تل شيخ حمد المعروفة قديمًا باسم دور كاتليمو القديمة والتي كانت العاصمة الإقليمية لإقليم هانيغالبات، رسالة من توكولتي نينورتا إلى وزيره الأكبر، آشور إدين، ينصحه بنهج مرافقة شولمان موشابشي، ملك بابلي، الذي ربما كان كشتيلياش، وزوجته، وحاشيته، التي ضمت عددًا كبيرًا من النساء، الذي كان في طريقه إلى المنفى بعد هزيمته. يبدو أن الرحلة إلى دور كاتليمو قد مرت عبر الجزيرة.
تم تسجيل الصراع ونتائجه في «أغنية نصر» شعرية تدعى ملحمة توكولتي نينورتا تم استردادها في عدة أجزاء طويلة، وهي تذكرنا إلى حد ما بالرواية السابقة لانتصار أداد نيراري على نازي ماروتاش. أضافت الملحمة شكلها على الملاحم الآشورية اللاحقة مثل ملحمة شلمنصر الثالث، فيما يتعلق بحملته في أورارتو. لقد كُتبت بدقة من وجهة النظر الآشورية، وهي تقدم رواية محتيزة بشدة. يُصوَّر توكولتي نينورتا على أنه ضحية بريئة لكشتيلياش الشرير، الذي يُقارن بأنه «خالف القسم» وأزعج الآلهة لدرجة أنها تخلت عن ملاجئها.
نُقِشت أيضًا روايات أكثر إيجازًا عن هذه الأحداث على خمسة ألواح كبيرة من الحجر الجيري كانت مدمجة في مشاريع تشييد توكولتي نينورتا كأحجار أساس، على سبيل المثال في حوليات توكولتي نينورتا، المنحوتة على لوح مدفون داخل جدار منزله أو تحته. تدعى العاصمة المبنية لهذا الغرض كار توكولتي نينورتا.